# 沃库勒尔
沃库勒尔（法語：Vaucouleurs，法語發音：[vokulœʁ]），法国东北部市镇，位于大东部大区默兹省，隶属于科梅尔西区，其市镇面积为39.4平方公里，2022年1月1日时人口数量为1,916人，在法国城市中排名第5,537位。
沃库勒尔位于默兹省东南部，默兹河左岸，是一个区域性的中心市镇，多条公路在此交汇。

## 地名来源
“沃库勒尔”一名最初于1235年以“Vallicolore”的形式被记载。该名称来源及含义尚存在争议，法国史学家埃内斯特·内格尔认为该名称来源于拉丁语“vallem”和“colorum”，分别意为“河谷”和“彩色”；另一位史学家阿尔贝·多扎则认为“沃”来源于古拉丁语单词“vallis”，“库勒尔”与颜色无关，但具体含义尚待考证。

## 历史

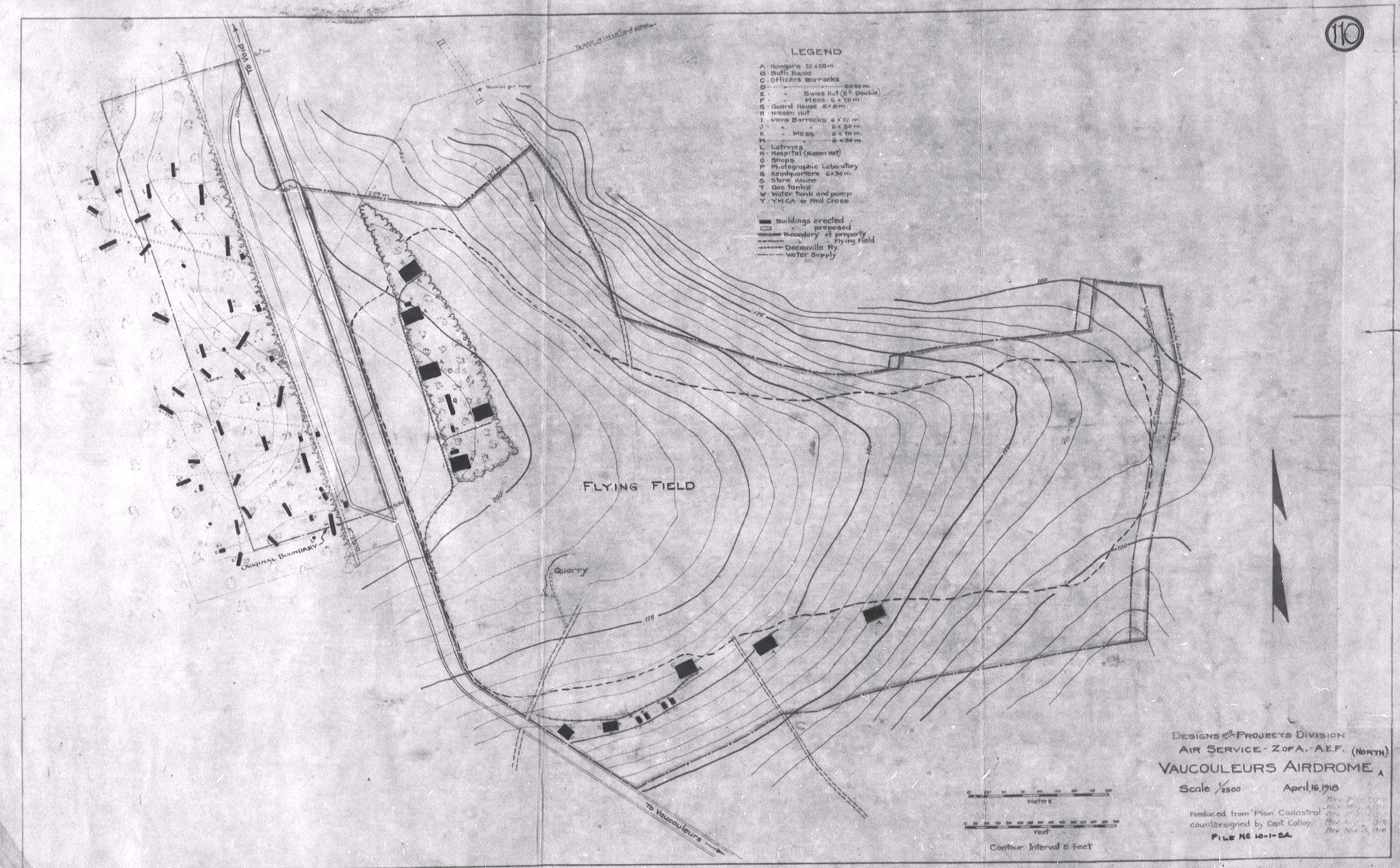
一战时期沃库勒尔临时机场地图

沃库勒尔历史上长期为默兹河左岸的一处普通村落，《凡尔登条约》签订后，默兹河成为西法兰克王国和中法兰克王国的分界线，沃库勒尔由此成为边境村镇。1165年，法兰西国王路易七世与神圣罗马帝国国王腓特烈一世曾在沃库勒尔进行会面。1428年，年仅16岁的圣女贞德曾找到沃库勒尔的统治者博德里库尔的罗贝尔，希望其能帮助她加入法兰西王室军队，经过一番苦劝，罗贝尔最终答应了贞德的请求。法国大革命后，沃库勒尔成为默兹省的一个市镇。工业革命期间，沿默兹河修建的铁路线建成通车，后因设施老化而部分关闭。第一次世界大战期间，沃库勒尔曾建有临时停机坪，其附近区域曾遭到严重破坏。

## 地理

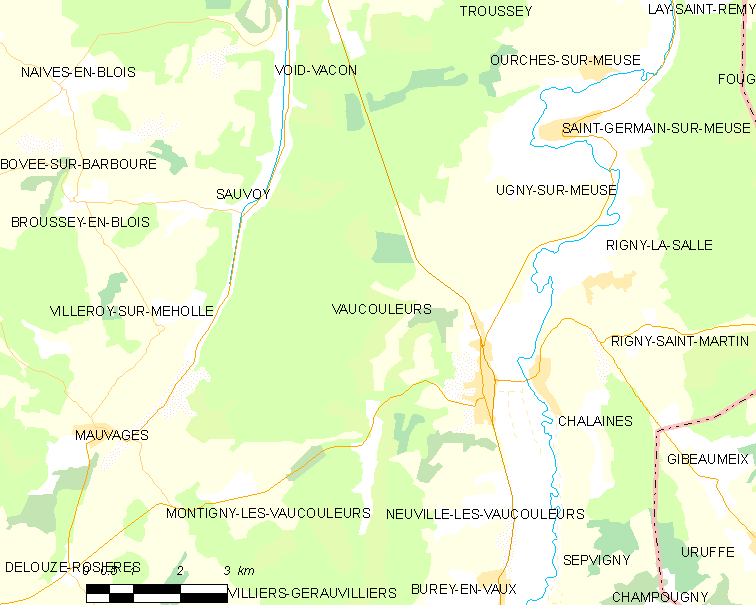
沃库勒尔市镇范围地图

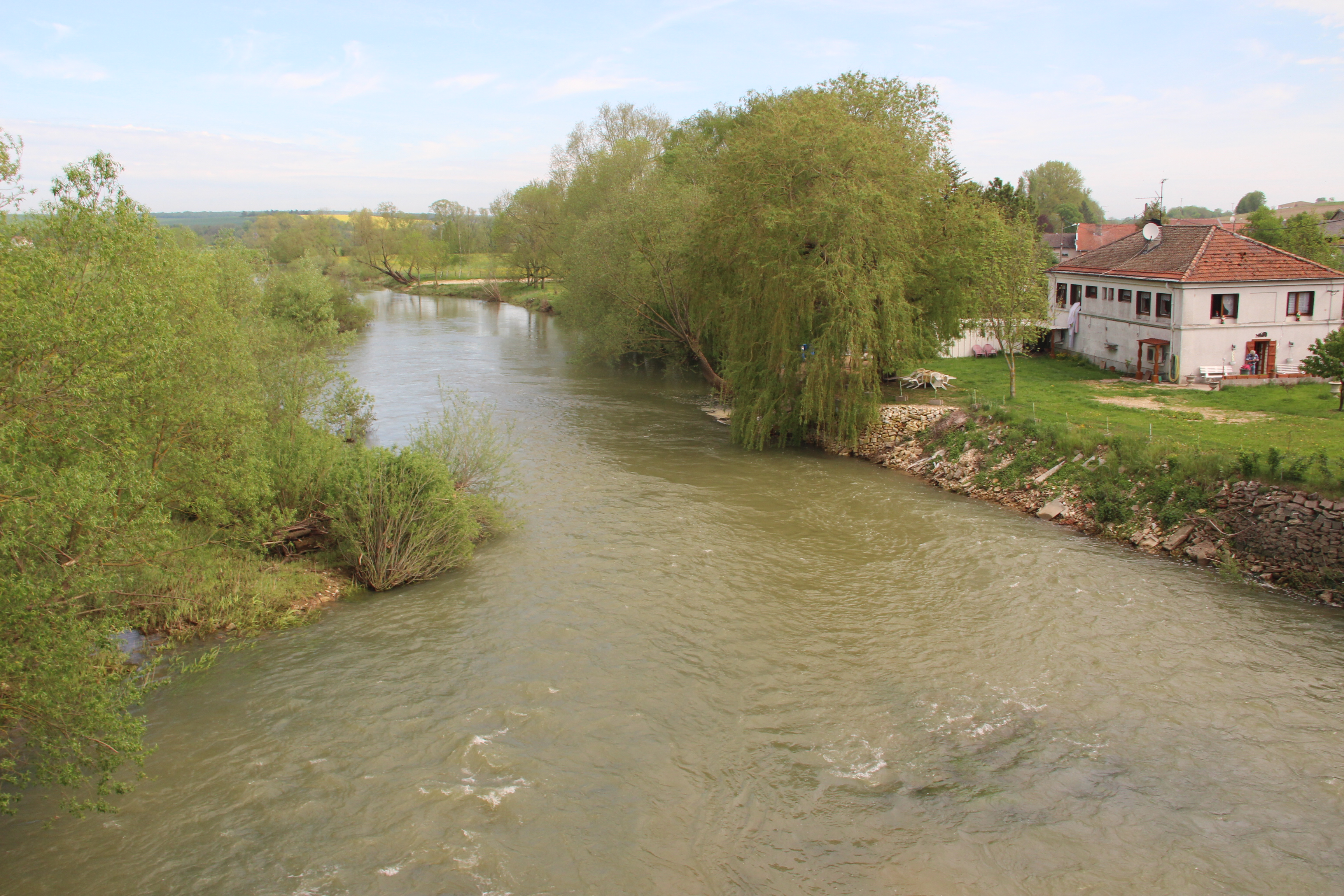
默兹河沃库勒尔段

沃库勒尔位于法国东北部，大东部大区中部和默兹省东南部，距离省会巴勒迪克大约51公里。与沃库勒尔接壤的市镇包括：沙莱讷、莫瓦日、蒙蒂尼莱沃库勒尔、讷维尔莱沃库勒尔、默兹河畔乌尔什、里尼拉萨勒、默兹河畔圣日耳曼、索瓦、默兹河畔于尼、梅奥勒河畔维勒鲁瓦、瓦-瓦孔。

### 地形
沃库勒尔位于默兹河上游谷地腹地，该谷地沃库勒尔附近区域被称为彩色谷。境内以浅丘为主，市镇中心地势较为平坦，全境海拔在242到372米之间。

### 水文
默兹河干流自南向北流经境内东部，该河主河道与市镇中心之间有宽达500米的易涝区。

### 植被
沃库勒尔属于温带阔叶混交林区，林地广泛分布于河流附近以及市区西部。
在鲜花城市的评比中，沃库勒尔被评为2星级鲜花城市。

### 气候
沃库勒尔在柯本气候分类法中属于温带海洋性气候。

## 行政区划
沃库勒尔是法国大东部大区默兹省的一个市镇，编号为55533。沃库勒尔隶属于科梅尔西区和默兹省第一选区，管理沃库勒尔县，同时也是科梅尔西-瓦-沃库勒尔市镇公共社区的组成部分。
法国国家统计与经济研究所（简称）在进行数据统计时，未将沃库勒尔划入任何城市核心区（Unité urbaine）、城市区（Aire urbaine）以及城市辐射区（Aire d'attraction）内。此外，还将沃库勒尔市镇整体看作一个“块区”（IRIS）。

## 交通

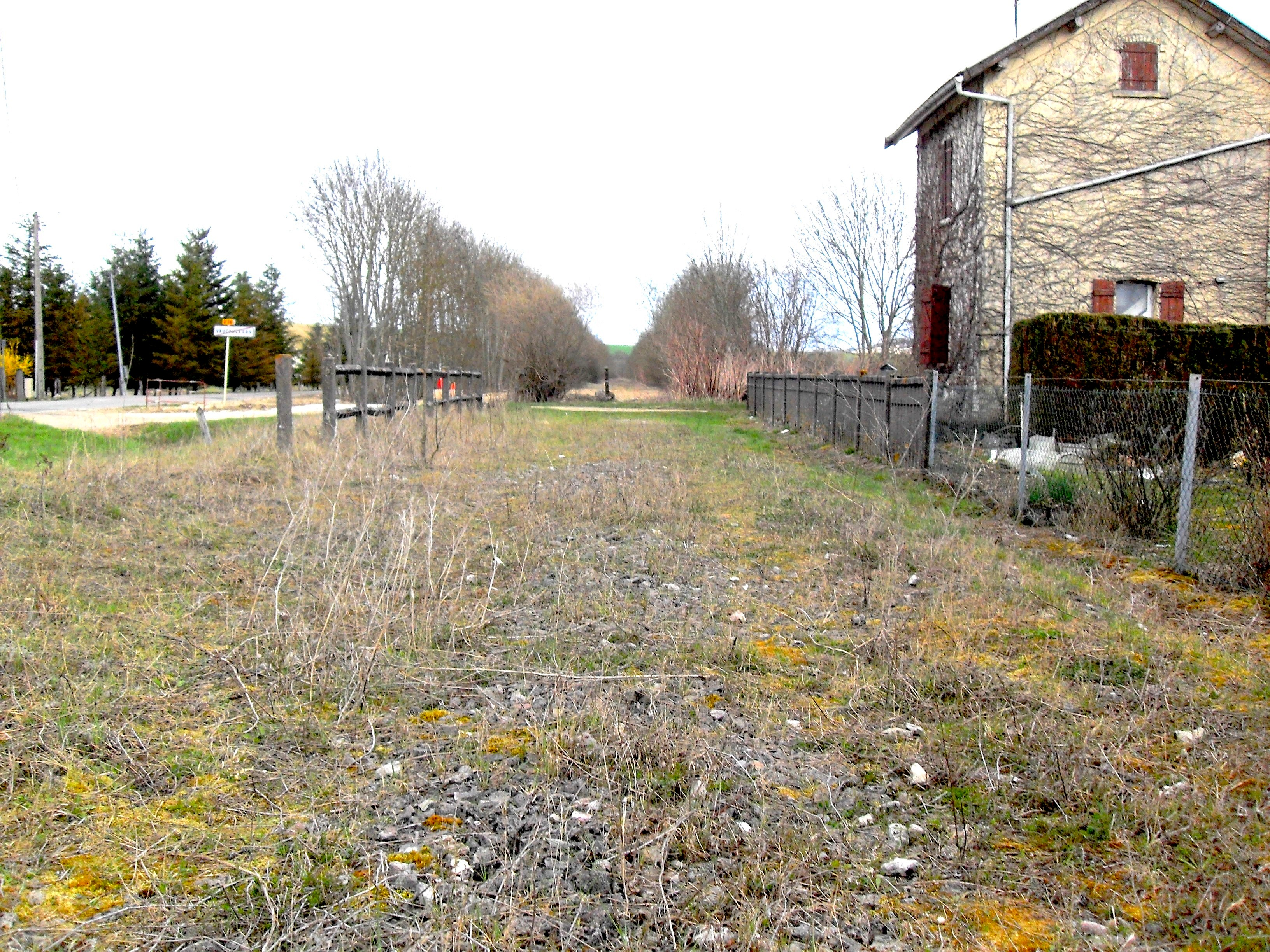
铁路路基

### 公路
默兹省省道D36线、D134线、D960线、D964线在沃库勒尔境内交汇，大东部大区下属的城际客运提供定制巴士线路，可前往科梅尔西以及贡德勒库尔堡。
2017年，61.7%的沃库勒尔家庭拥有至少一辆私人汽车。2019年，沃库勒尔境内共发生各类交通事故2起，造成1人遇难，1人受伤。

### 铁路
沃库勒尔位于博洛涅－默兹河畔帕尼铁路上，该铁路沃库勒尔附近的路段已关闭并拆毁，原址上修建了住宅区。距离沃库勒尔最近的运营中的客运铁路车站为位于巴黎－斯特拉斯堡铁路上的默兹河畔帕尼站，该站停靠往返于巴勒迪克和南锡一线的区域列车。

### 航空
距离沃库勒尔最近的民用航空站为梅斯-南锡机场，距离沃库勒尔市中心的公路里程约85公里。

### 城市公共交通
截至2021年7月，沃库勒尔暂无城市公共交通系统。

## 政治

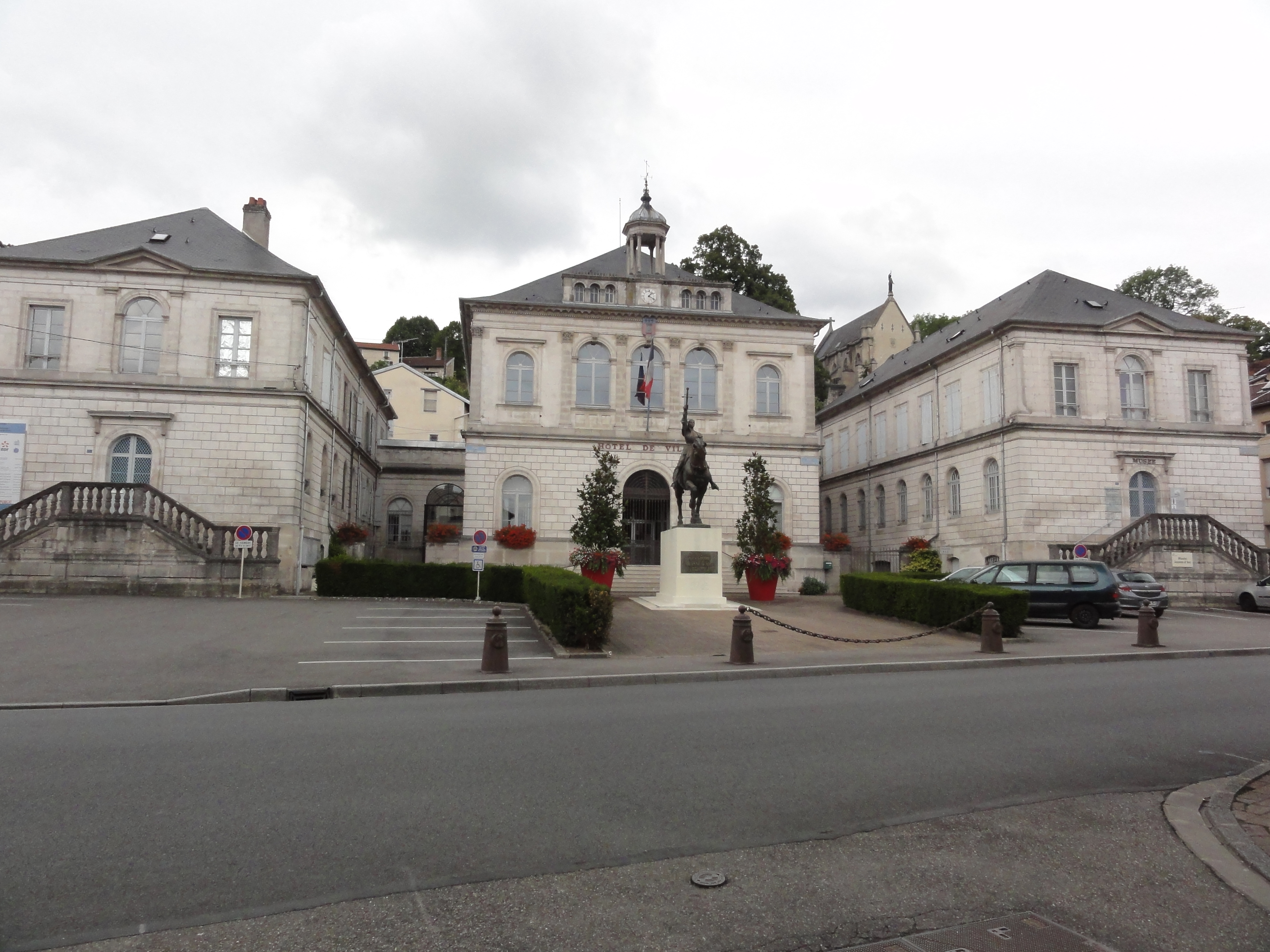
沃库勒尔市政厅

沃库勒尔的现任市长为弗朗西斯·法韦先生（Francis Favé），他是一名中间派，在2020年的市政选举中获得了100%的支持率（无其他候选人）。
在2017年的法国总统大选中，法国极右翼政党民族阵线主席玛丽娜·勒庞在沃库勒尔获得了55%的支持率。

## 人口
2018年，沃库勒尔市镇人口数量为1,936，在法国排名第5,537位。其中男性955人，女性988人，75岁及以上人口占11.2%，外籍人口数量为398人，人口密度为49人/平方公里，当地居民被称为（男性）或（女性）。2019年，沃库勒尔境内出生19人，死亡人口48人。
| 年份   | 1936  | 1946  | 1954  | 1962  | 1968  | 1975  | 1982  | 1990  | 1999  | 2006  | 2011  | 2016  | 2018  |
| ------ | ----- | ----- | ----- | ----- | ----- | ----- | ----- | ----- | ----- | ----- | ----- | ----- | ----- |
| 人口數 | 3,106 | 2,746 | 2,939 | 3,041 | 2,846 | 2,554 | 2,511 | 2,401 | 2,289 | 2,141 | 2,047 | 1,944 | 1,936 |

## 经济
截止2021年7月，沃库勒尔共有各类用人单位269家，平均历史为22年，均为中小型企业（PME）。（零售）、（急救）是当地2019年营业额最高的两个企业，分别为6,950,281欧元和1,252,579欧元。

## 财政收入
2019年，沃库勒尔的财政收入总额为1,403,270欧元，财政支出总额为1,179,860欧元，当年的债务总额为515,500欧元。2020年，沃库勒尔共获得618,462欧元的国家财政补助，比上一年增加了0.03%。
2014年，沃库勒尔的人均月收入总额为1,829欧元，其中高级职员为3,746欧元，低于法国平均水平（4,214欧元）；中级职员为2,164欧元，低于法国平均水平（2,353欧元）；普通职员为1,600欧元，亦低于法国平均水平（1,690欧元）。
2017年，沃库勒尔境内的青壮年（15至64岁）失业率为20.5%，当地39.6%的家庭拥有纳税资格，平均纳税1,657欧元，低于法国平均水平（3,888欧元）。

## 社会事务

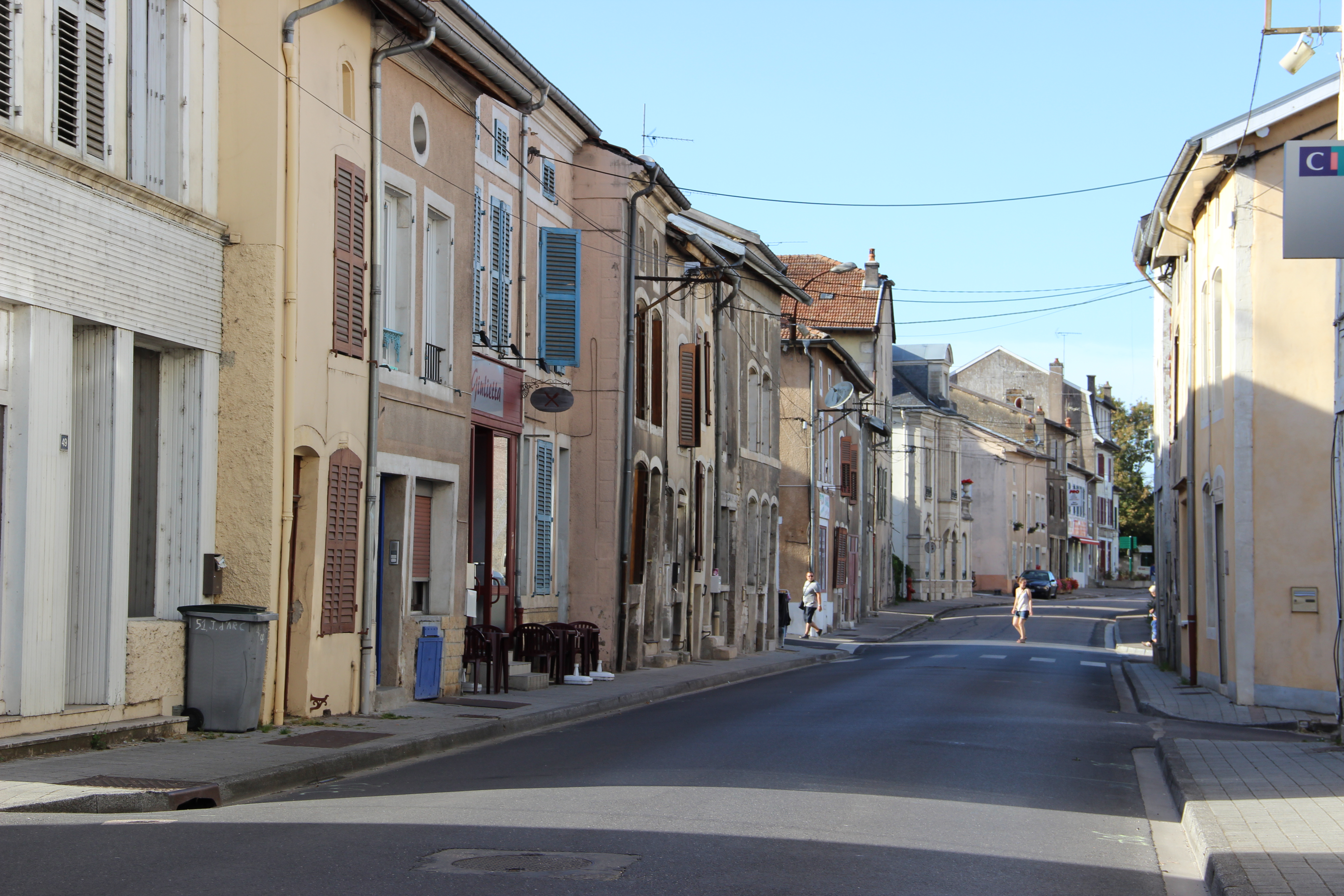
沃库勒尔镇中心街道

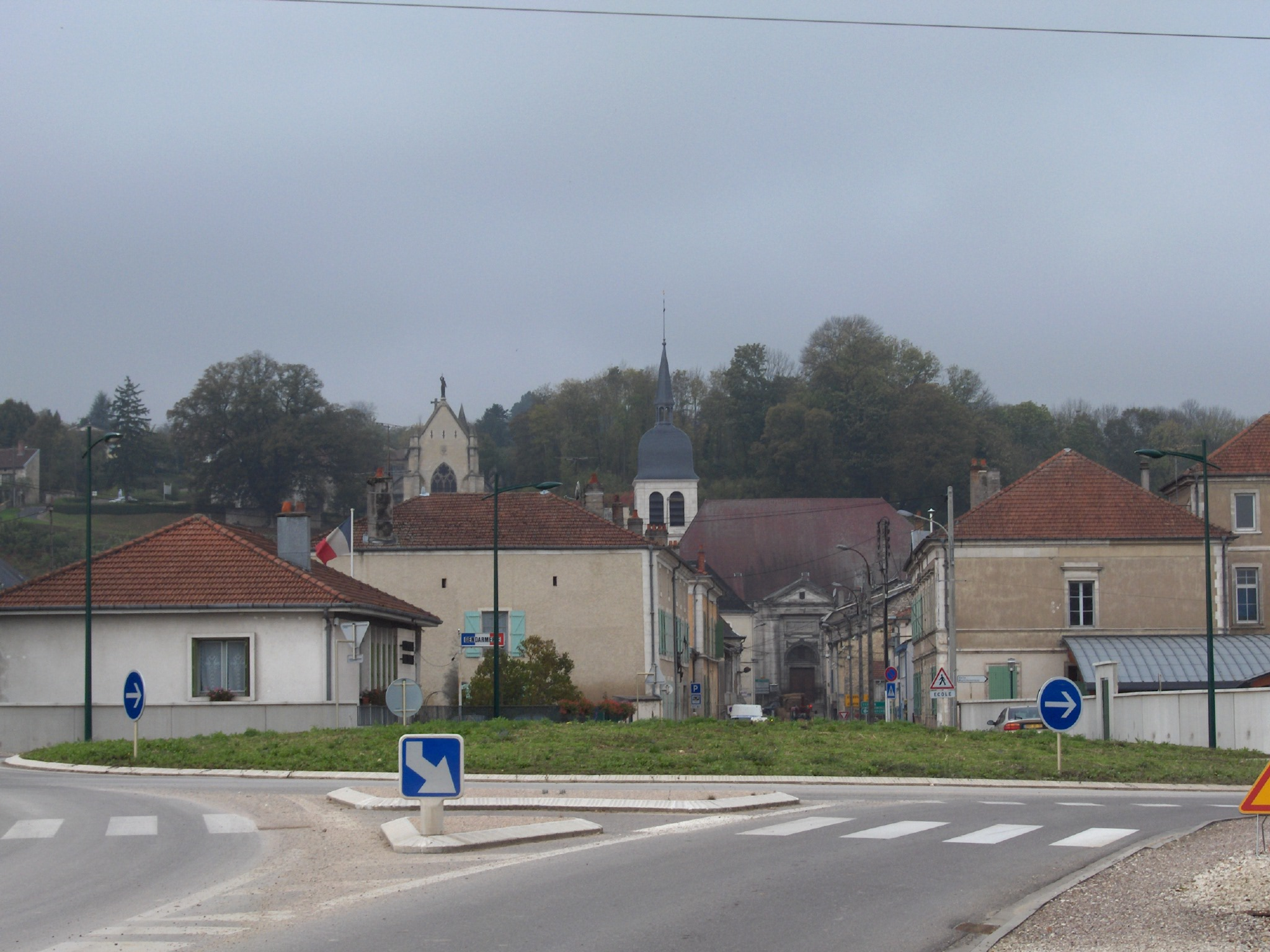
南锡大街环岛

### 教育
沃库勒尔属于南锡-梅斯学区。截止2019年1月1日，沃库勒尔境内共有1所小学和1所初级中学。2018至2019学年度，沃库勒尔境内共有在校中等教育阶段学生352名。

### 医疗
截止2019年1月1日，沃库勒尔境内共有全科医生3名、保健师2名、牙医1名、护士7名和助产士1名。境内共有药房1家、养老院1家。
沃库勒尔是“科梅尔西中心医院”（Centre Hospitalier de Commercy）的服务范围，后者是法国的一个区域性医疗机构，其主病区位于科梅尔西，距离沃库勒尔市区的正常公路旅程在20分钟以内，设有床位52个，是当地规模最大的公立综合性医院。

### 住房
2017年，沃库勒尔境内共有各类住房1,095套，其中77.3%为独立式居民区，3.6%为集中式居民区。常住房屋占沃库勒尔市镇范围内居民建筑总量的72.1%。
在住房保障政策方面，2017年，沃库勒尔境内共有246户家庭获得了住房经济补助，受益人数占总人口数量的12.7%，其中227份为房租补助。

### 商业
2019年，沃库勒尔境内共有各类实体商铺52家，其中餐厅7家、大型超市2家、面包房3家、书店1家、装饰品店1家、银行门店2家、美容美发店4家、汽车维修店2家。市中心建有一家Intermarché超市。

### 体育
2019年，沃库勒尔境内共有1间体育馆、2处网球场、2处足球或橄榄球场以及1处篮球或排球场。
截至2021年7月，沃库勒尔洛林俱乐部（La Lorraine Vaucouleurs）是当地唯一的注册足球队。

### 环境
沃库勒尔的环境事务由其所属的公共社区负责。2019年，沃库勒尔境内共有1家污染企业。

### 治安
2019年，沃库勒尔市镇范围内有1处宪兵队。
2014年，沃库勒尔及附近地区共发生各类案件2,528起，其中盗窃类案件1,431起，经济类案件279起，毒品交易类案件171起。

## 文化
2019年，沃库勒尔境内有1家博物馆。沃库勒尔市政府提供多媒体中心，向公众全年开放。

### 建筑
沃库勒尔境内有多处历史建筑，其中圣洛朗教堂、沃库勒尔城堡遗址等为法国国家文物保护单位。

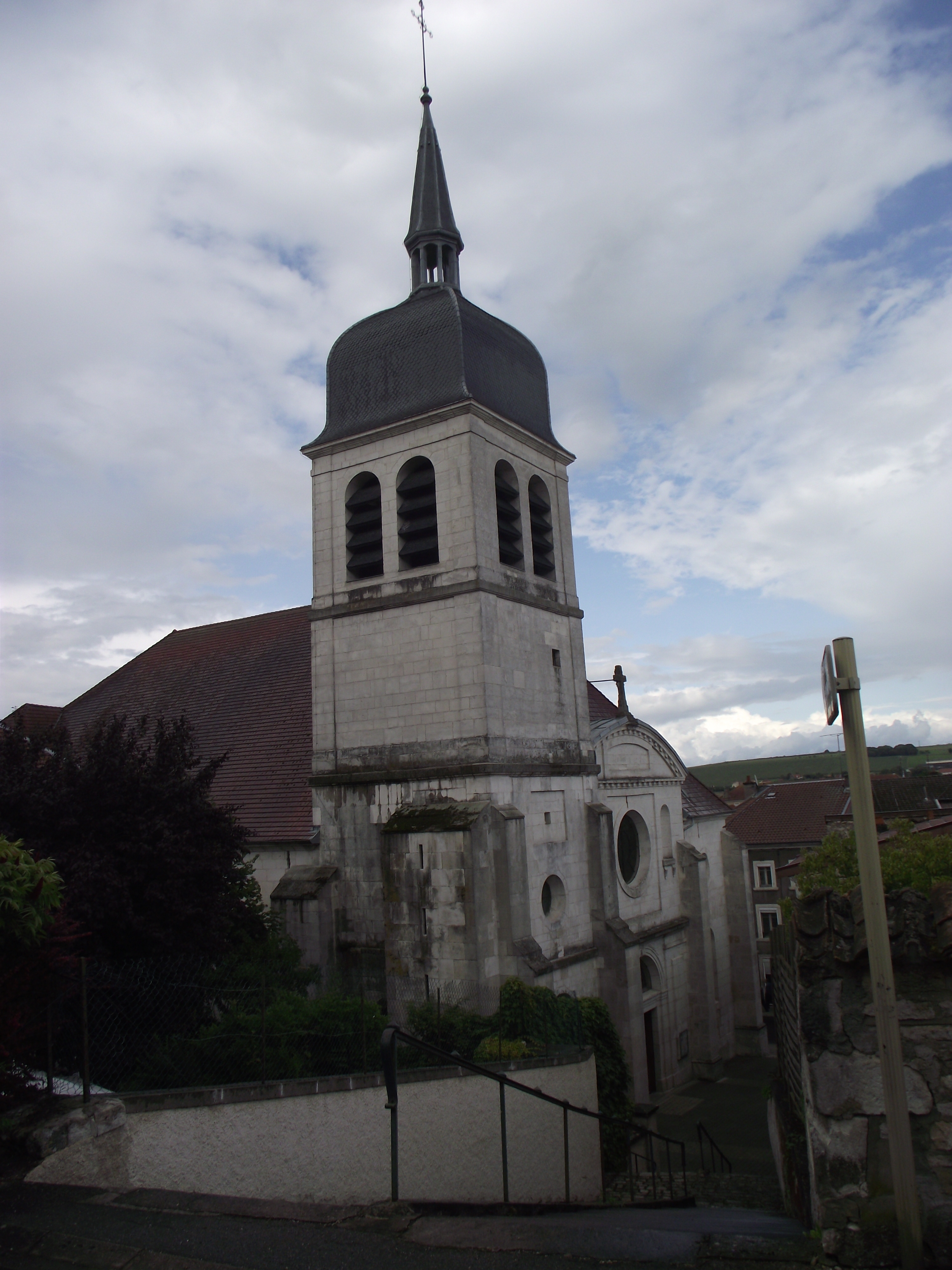
圣洛朗教堂（法语：Église Saint-Laurent de Vaucouleurs）
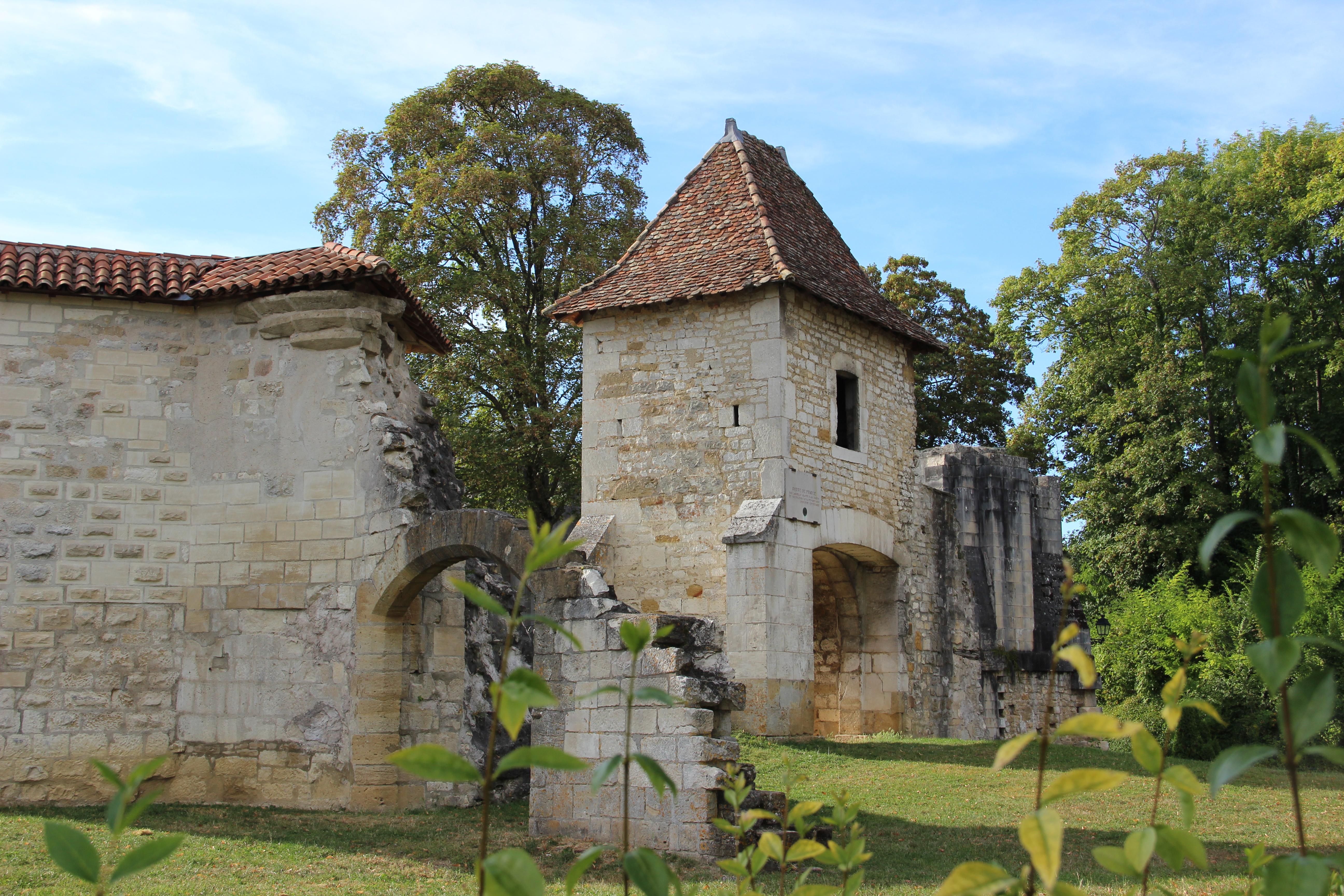
沃库勒尔城堡（法语：Château de Vaucouleurs）遗址
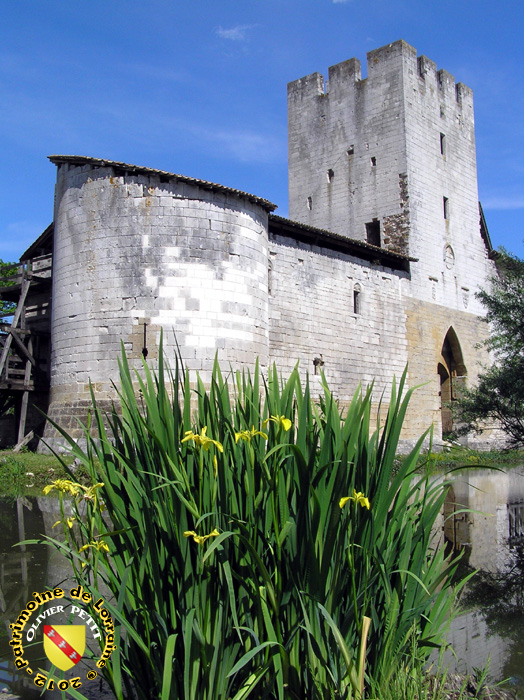
贡贝尔沃城堡
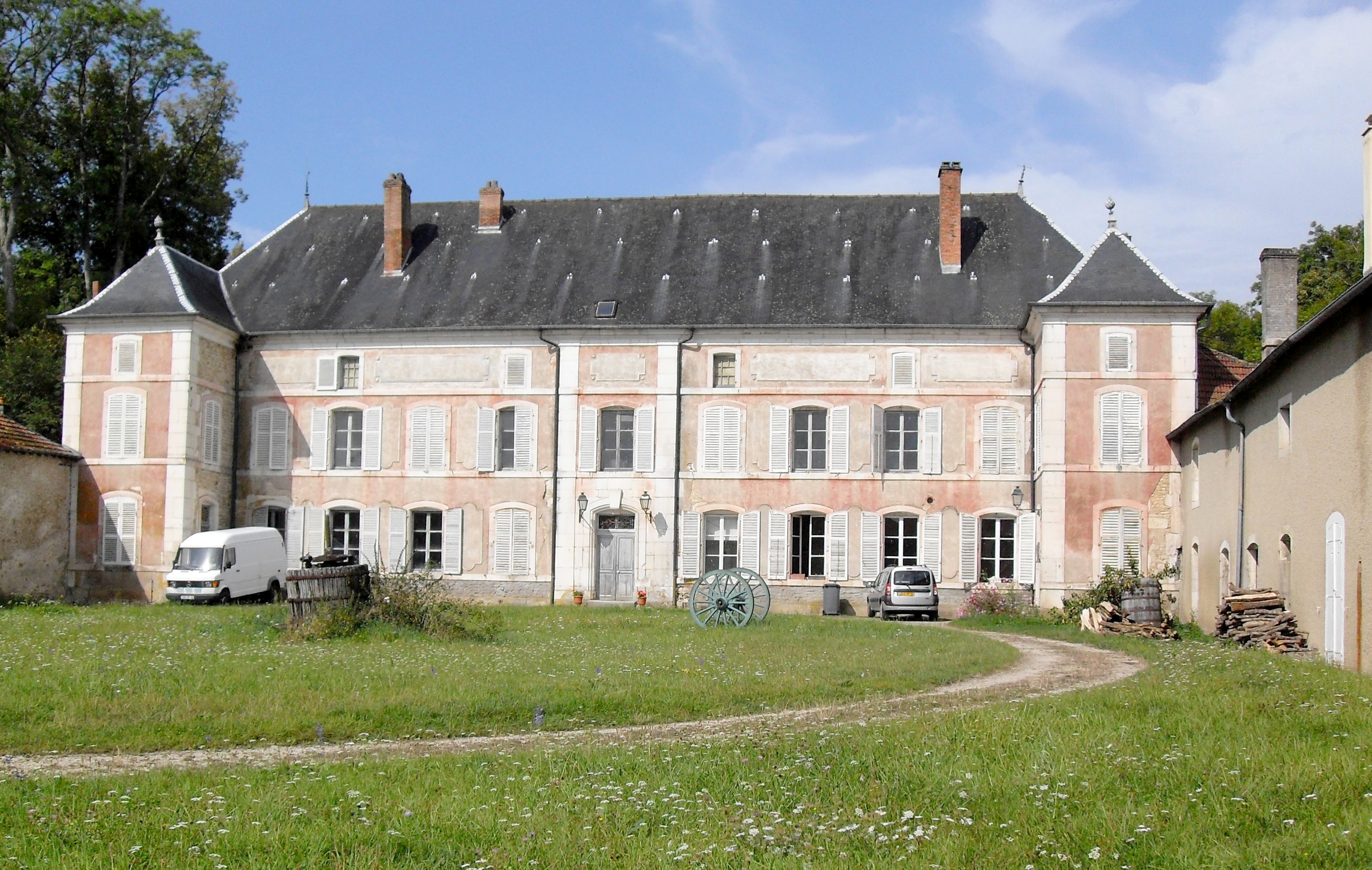
蒂塞城堡
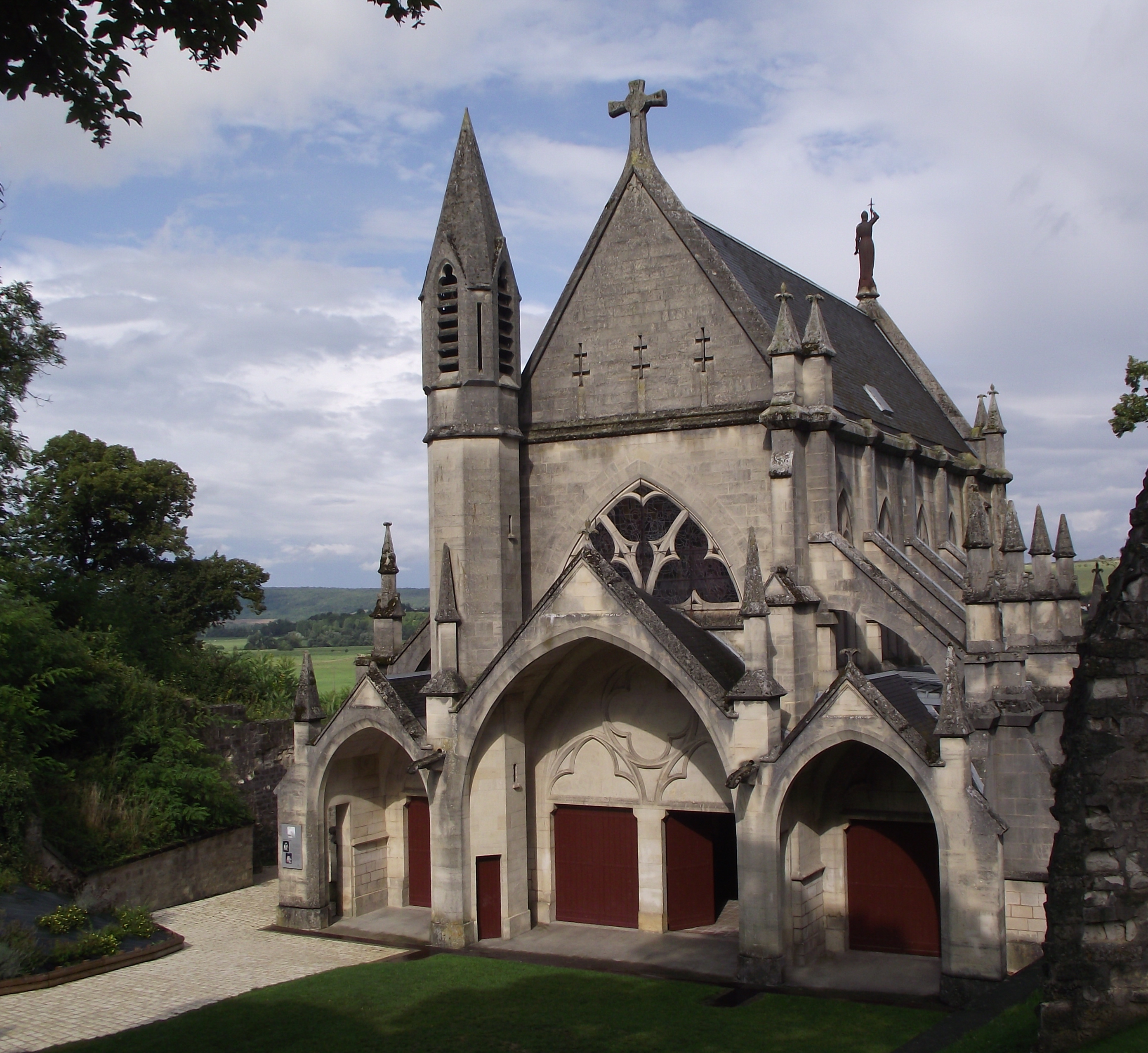
小教堂
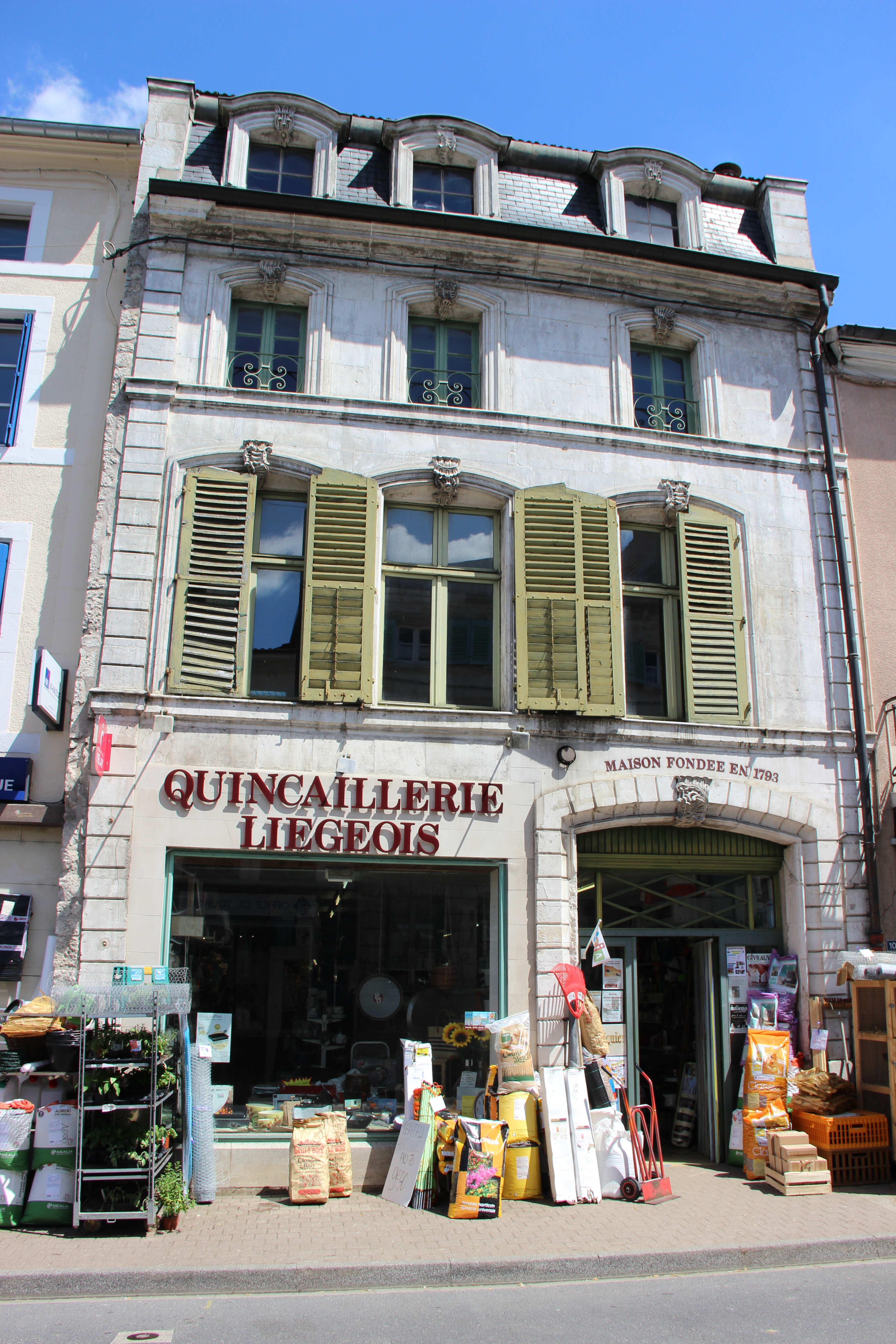
民居
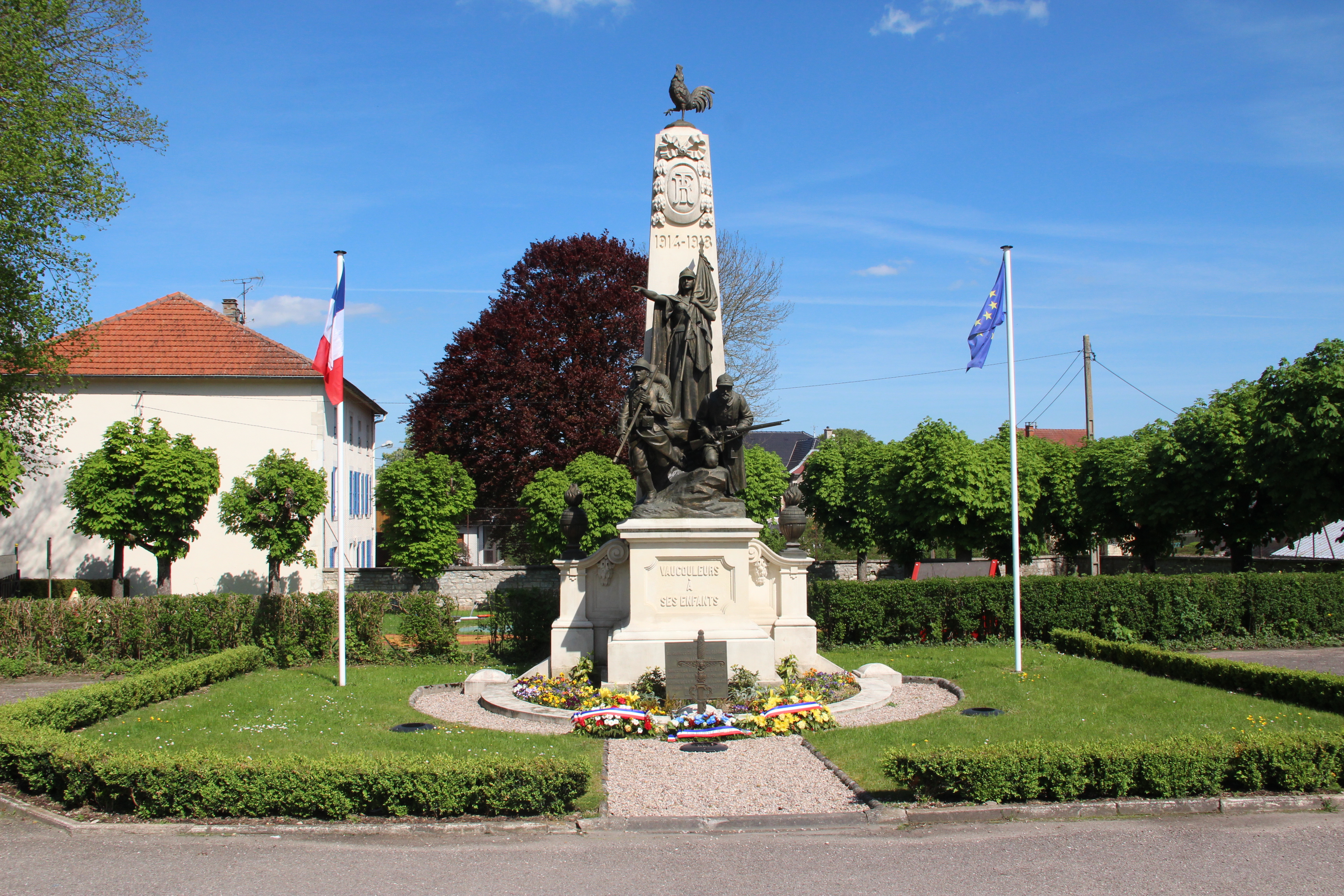
战争纪念碑

### 旅游
沃库勒尔的旅游事务由其所属的公共社区负责。2020年，沃库勒尔境内共有1家酒店共计10间房间。

### 媒体
法国主要的媒体均可在沃库勒尔接收，法国电视三台下属的大东部大区频道在部分时段播出沃库勒尔所属区域的地方新闻。

## 友好城市
截至2021年7月，沃库勒尔共与一座城市互为友好城市关系：
- 德国 奈登施泰因